# 中国国际救援队
国家地震灾害紧急救援队，涉外时称中国国际救援队（英語：China International Search and Rescue），是中华人民共和国负责地震搜救的专业重型救援队。
中国国家地震灾害紧急救援队的主要任务是对因地震灾害或其他突发性事件造成建（构）筑物倒塌而被压埋的人员实施紧急搜索与营救。中国国际救援队由中华人民共和国国务院统一协调指挥，由中国地震局、中国地震应急搜救中心、中国人民解放军陆军第八十二集团军工兵第八十二旅、解放军总医院第三医学中心组成。全队共480名队员，是中华人民共和国第一支国家级地震灾害专业救援队伍。

## 历史沿革

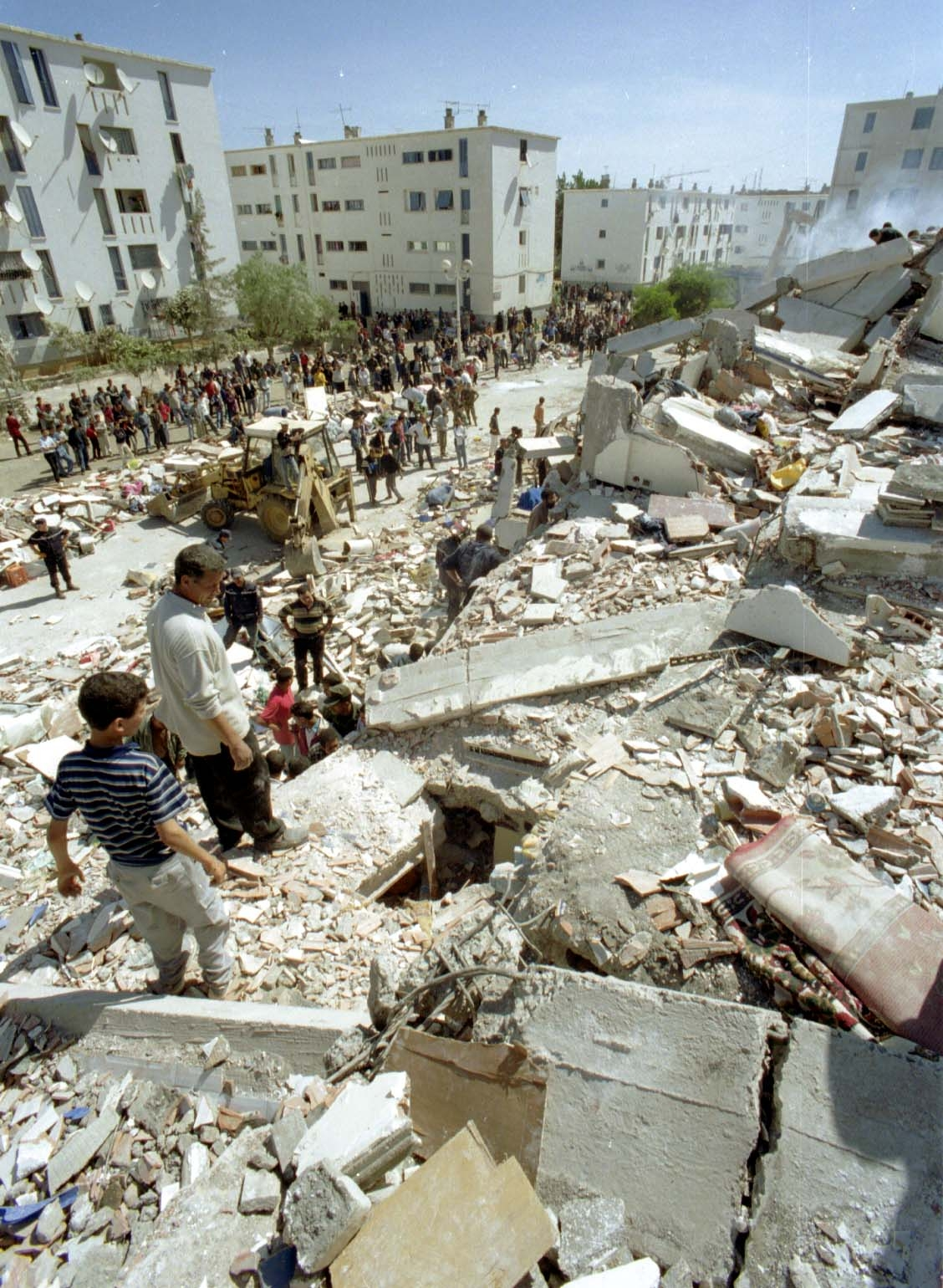
2003年阿尔及利亚布米尔达斯地震的受灾情况。中国国际救援队在当次地震中首次被派出国门执行救援任务。

2000年，时任国务院副总理温家宝提出，“防震减灾工作要建立三大体系：一是监测预报工作体系，二是震灾防御体系，三是紧急救援体系。前两个体系，我们已经比较成熟，而建立第三个体系的重要举措之一就是建立专业化的队伍，即组建国内第一支，也是唯一一支专业化的国家救援队伍。”同年，中国国际救援队开始筹建工作，并以建成一支“反应迅速、机动性高、突击力强的国家地震灾害紧急救援队”作为建设目标。
2000年12月，经中华人民共和国国务院和中央军事委员会批准，国务院办公厅和中央军委办公厅印发《国家地震灾害紧急救援队组建方案》，同意组建“国家地震灾害紧急救援队”，对外称“中国国际救援队”，初期编制222人，由中国地震局、中国人民解放军陆军第三十八集团军工兵团、中国人民武装警察部队总医院抽调人员组成。
2001年4月27日，国家地震灾害紧急救援队举行成立大会。时任国务院副总理温家宝为国家地震灾害紧急救援队（中国国际救援队）授旗。当年7月3日，中国人民解放军总参谋部与中国地震局联合组建了“地震现场工作队队长联席会议”，形成了重大事项联席会议制度，协调有关国家地震灾害紧急救援队及地震应急救援事务的方针政策。
2003年，中国国际救援队形成救援能力，正式投入使用。同年2月24日，新疆伽师-巴楚地震发生后，中国国际救援队受中央委派，赶赴地震重灾区新疆巴楚县琼库恰克乡展开地震救援，这是该队首次实际执行地震救援任务。5月22日，阿尔及利亚Mw 6.8级地震次日，中国国际救援队飞赴震中布米尔达斯省执行救援任务，并成功救出1名幸存者，这是中国国际救援队建成后首次赴海外执行任务。
2004年10月28日，中国地震应急搜救中心挂牌成立，该中心负责全国地震现场应急搜救、地震搜救物资管理、地震现场流动监测工作，并承担国家地震灾害紧急救援队（中国国际救援队）的组成和支撑单位职能。
2009年11月，中国国际救援队通过了联合国救援组织“IEC”分级测评，取得了国际重型救援队资格认证，成为了亚洲第二支、中国第一支联合国重型救援队。
2010年6月，中国地震局宣布，国家地震灾害紧急救援队（中国国际救援队）已完成扩编工作，人数从原来的220人增至480人左右，扩编人数超过一倍。
2014年8月，中国国际救援队通过联合国“IER”能力分级测评复测，再次得到联合国国际重型救援队资格确认。
2019年10月，中国国际救援队通过联合国“IER”能力分级测评复测，再次得到联合国国际重型救援队资格确认；新组建的中国救援队首次通过联合国“IEC”能力分级测评，亦取得了国际重型救援队资格认证，使中国成为亚洲首个拥有两支获得联合国认证的国际重型救援队的国家。

## 搜救能力
中国国际救援队有能力在震后2-3小时内完成装备物资集结，灾后48小时内抵达灾区，且同时在3处复杂城市条件下异地开展救援，也可以同时实施9处一般城镇或18处作业点位的搜索救援行动。并具备在国际救援行动中组建现场协调中心和行动接待中心的能力。队伍实行模块化和机动化编组方式，可模块化分解编成3支相对独立的重型救援队或多支不同功能的救援分队及医疗分队。该队的任务定位为“迅速搜索与营救由于地震或其他灾害事故造成城市建、构筑物破坏而被压埋的人员”，主要职责则是协助灾区进行紧急医疗救援、疾病预防与控制、搜救和地震灾后恢复重建工作。
中国国际救援队自2001年成立以来，已参与了超过20次地震救援任务。截至2017年5月，中国国际救援队共执行过19次任务，救出67名生还者，清理死难者尸体3,000余具，帮助其他救援队确定幸存者400余人，医治伤病员4万余名。参与的任务包括2003年布米爾達斯省地震、2003年昭苏地震、2003年巴姆大地震、2004年印度洋大地震、2005年克什米尔大地震、2006年印尼班达海地震、汶川大地震、2010年玉树地震、2010年巴基斯坦洪灾、2010年海地地震、2010年智利披市勒亩地震、2011年克赖斯特彻奇地震、2011年日本东北地方太平洋近海地震、2014年鲁甸地震、2015年4月尼泊尔地震、2017年九寨沟地震、2025年缅甸地震等次灾害事件。
中国国际救援队装备有光学声波探测仪、声波探测仪、红外线探测仪、液压钳、月球灯、气袋、搜救犬、海事卫星电话等救援设备2,000余件。全队配置有RW3型大型救援车3辆、3台拖挂式集装箱救援车以及数辆卫星集群通讯车和指挥车。大型救援车内装载了280套各类设备，包括声波生命搜索仪、液压动力站、气瓶呼吸器、车载发电机等，每辆车能够满足一个60至70人的支队在两个作业面同时开展搜救工作。
中国国际救援队医疗分队则配有医疗急救车、网架式帐篷、便携式呼吸机、Dash3000监护仪、Lifepak20除颤仪、心电图机、野战手术床等医疗设备。中国国际救援队移动医院在进入震区后有能力展开为指挥单元、分类处置单元、危重病急救单元、外科救治单元、检验检查单元、药品器材单元等6个野战应急单元展开救援医学工作。根据中国国际救援队在地震救灾中的实际经验，强震震后出现心理创伤的灾民约达80%，因此，医疗分队安排了专门心理干预专家负责相关事务。

## 人员编制

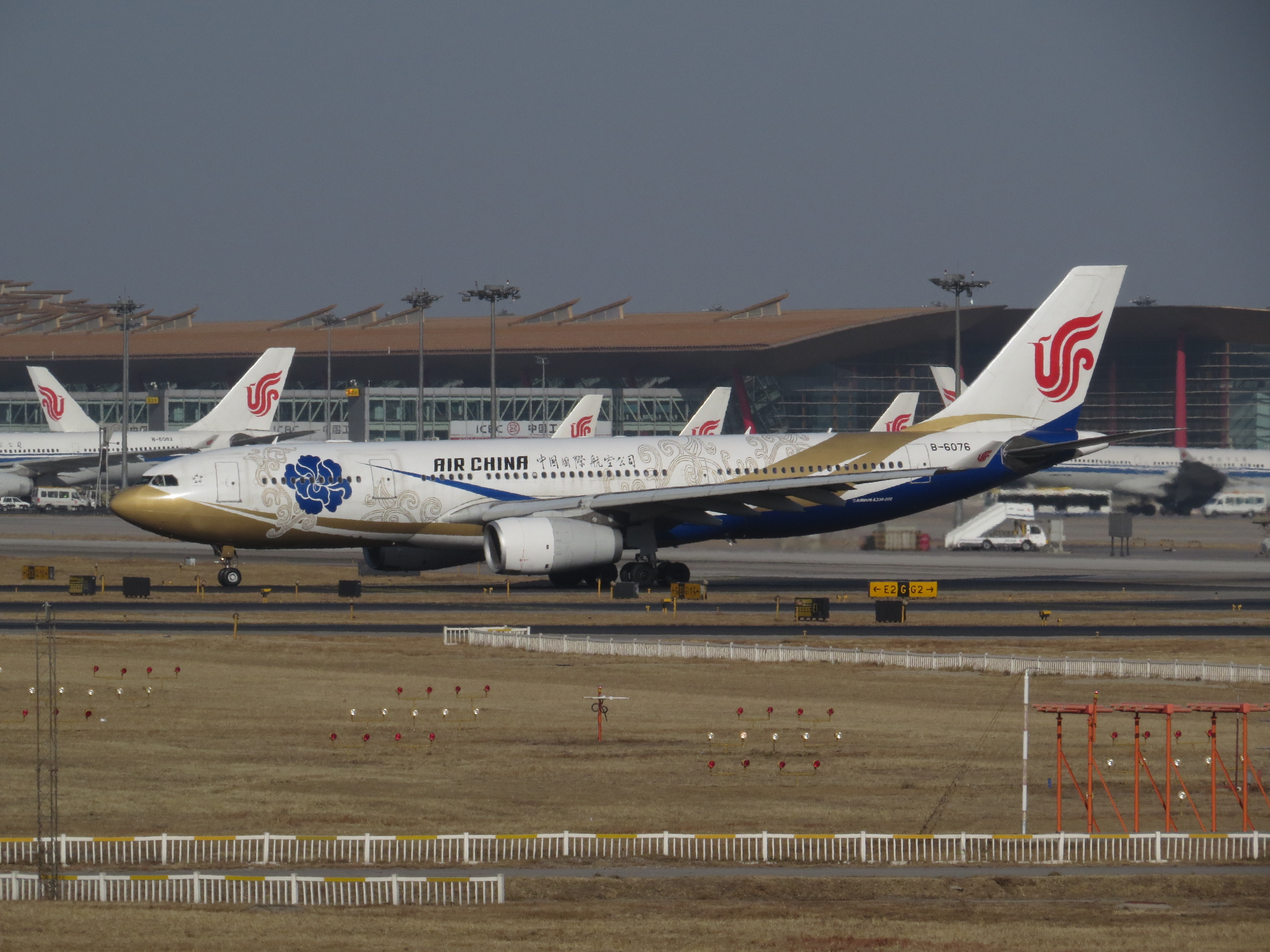
中国国际救援队通常搭乘中国国际航空包机赴境外执行救援任务。图为2010年海地地震时，中国国际救援队搭乘的国航班机B-6076。

中国国际救援队以“一队多用、专兼结合、军民结合、平战结合、保护人类”为原则，要求“反应迅速、机动性高、突击力强，能随时执行紧急救援任务”，并具备管理、保障、搜索、营救、医疗救护和灾害评估等六大能力。队员由中国地震局负责地震、工程结构、危险品的行业专家，熟悉联合国救援事务的联络员，武警总医院急救医疗人员以及解放军陆军工程兵专业救援人员共三方面八单位的人员组成。国家地震灾害紧急救援队（中国国际救援队）编制为一个总队，总队下设3个支队和1个直属队。支队分为搜索分队、营救分队、医疗分队、技术分队与保障分队。直属队则由参谋组、技术组、保障组组成。中国国际救援队可以根据需求配置组编为16人、27人、48人、67人等不同的人员配置方案。
中国国际救援队将不断加强训练，参与更多实战，扩大与其他国家的交流合作，共同应对自然灾害,为构建和谐中国、和谐世界做出更大贡献。
中国国际救援队由国务院、中央军委领导指挥，地震现场工作队队长联席会议协调管理，地震现场工作队队长联席会议办公室设在中国地震应急搜救中心。地震现场工作队队长联席会议根据中国地震局和军委联合参谋部的要求，负责审定救援队组编方案、发展计划、年度工作计划、年度和重大经费开支计划；审定救援技术标准、培训方案、训练大纲、训练基地建设方案和国际交流；审定救援设备配置方案和采购计划等重大事项。联席会议办公室负责中国国际救援队发展规划的编制、行动计划的制定、人员训练的组织、人事任命的管理。
中国地震应急搜救中心是中国国际救援队的组成和支撑单位，搜救中心承担国内外地震应急救援技术研发、信息服务、装备保障、人员培训等任务，为中华人民共和国在地震应急救援领域的业务牵头和技术指导单位。为了对救援队员进行专业技能训练，中国地震应急搜救中心在北京市海淀区凤凰岭设立了国家地震紧急救援训练基地。训练基地占地194亩，废墟训练场面积为6700平方米。该基地可以向应急管理人员提供指挥调度和预案推演等方面的仿真模拟培训和演练，向救援人员提供建筑物倒塌救援、次生灾害救援和反恐演练等综合实战训练。
在中国国际救援队的组成人员中，搜救队员所占比重最大，达到300人左右。救援队搜救队员来自解放军陆军第八十二集团军工化第八十二旅，由现役军人采取平战结合方式，承担应急救援工作。同时，中国国际救援队搜救犬队备有搜救犬40余条，是中国内地第一支专业搜救犬队。
中国国际救援队的医疗人员由解放军总医院第三医学中心派遣，包含急诊科、内科、外科、妇产科、眼科、耳鼻喉科、皮肤科、检验科、麻醉科等科室的医生，负责为震区灾民提供医疗服务，并为救援队员提供医疗保障。2005年，中国国际救援队移动医院正式组建，并为相关医疗人员提供每年2个月的全脱产应急救援培训与演习。

## 延伸阅读
- 陈天平; 吴敏. . 北京: 人民武警出版社. 2009-04  [2018-08-19]. ISBN 978-7-80176-278-8. （原始内容存档于2021-09-13） （中文（中国大陆））.
- 赵亚辉; 翟伟. . 北京: 人民日报出版社. 2005-03  [2018-08-19]. ISBN 7-80208-152-1. （原始内容存档于2020-08-14） （中文（中国大陆））.
- 陈虹. . 北京: 地震出版社. 2014-03  [2018-08-19]. ISBN 978-7-5028-4403-5. （原始内容存档于2021-09-13） （中文（中国大陆））.
- 王恩福; 黄宝森. . 北京: 地震出版社. 2011-04  [2018-08-19]. ISBN 978-7-5028-3836-2. （原始内容存档于2021-09-13） （中文（中国大陆））.
- 中国地震局震灾应急救援司. . 北京: 地震出版社. 2004-06  [2018-08-19]. ISBN 7-5028-2522-3. （原始内容存档于2021-09-13） （中文（中国大陆））.